# أويكو تشيليك
أويكو تشيليك (بالتركية: Öykü Çelik)‏ هي ممثلة سينما وتلفزيون تركية ولدت في يوم 13 تموز 1987 في مدينة إسطنبول في تركيا، بدأت التمثيل في سنة 2006، أبرز المسلسلات التي مثلت بها هو مسلسل بائعة الورد بدور نزار ومسلسل أرض العثمانيين ومسلسل بويراز كارايل.

## روابط خارجية
- أويكو تشيليك على موقع IMDb (الإنجليزية)
- أويكو تشيليك على موقع قاعدة بيانات الفيلم (الإنجليزية)